# Kaple svaté Anny (Jilemnice)
Kaple svaté Anny je secesní kaple na jihovýchodním úbočí kopce Kozinec v katastrálním území města Jilemnice. Každoročně se zde koná poutní mše v neděli pře (případně po) svátku sv. Anny.

## Historie

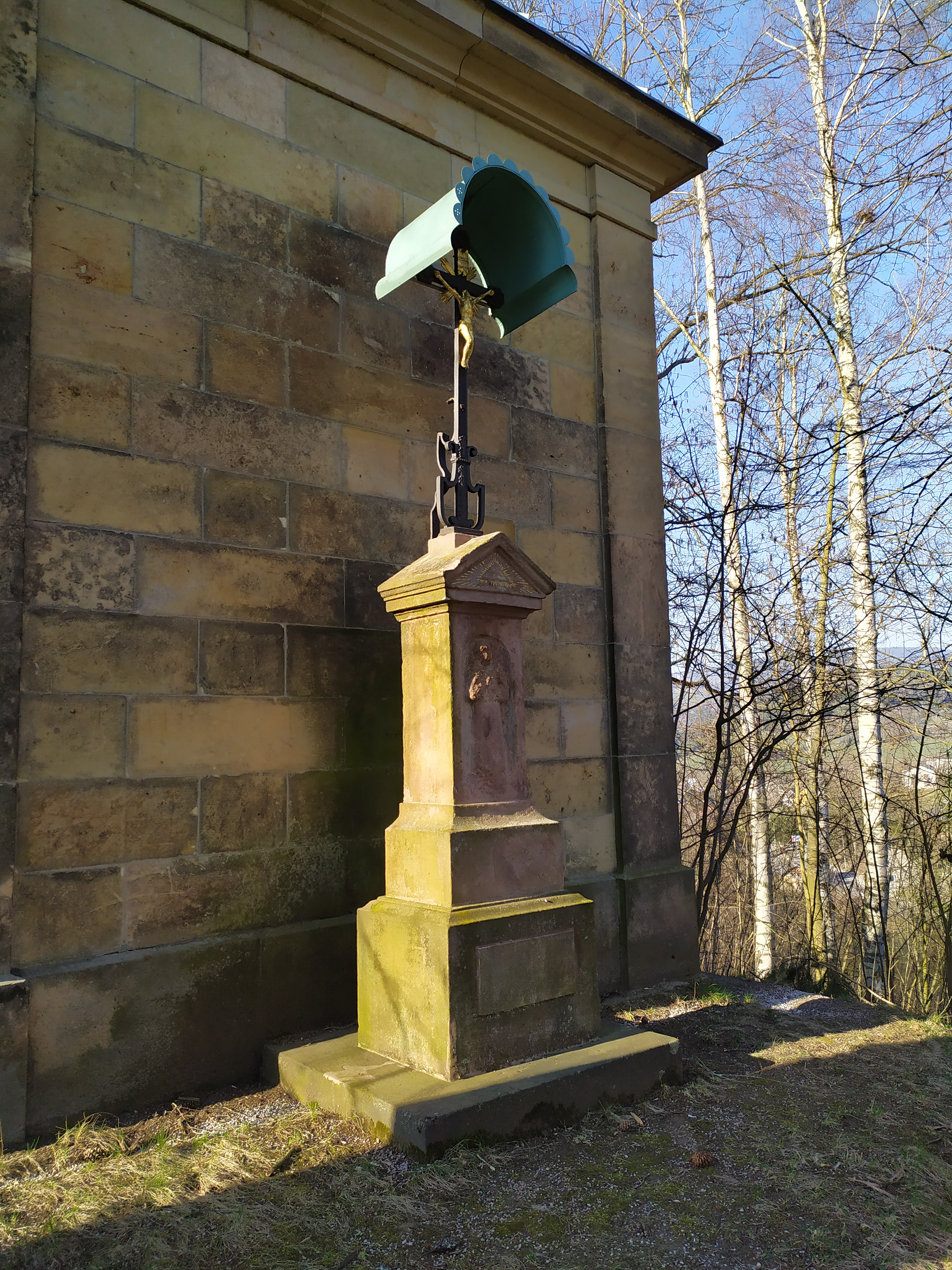
Kříž u kaple

Již roku 1844 zde stál kříž. Na podstavci kříže s reliéfem sv. Františka Serafínského lze přečíst, že Boží muka dal postavit hrabačovský pekař Franc Jezdinský spolu s manželkou Anežkou. Kaple byla postavena a vysvěcena v roce 1908, kdy stála ještě daleko v polích. Do konce 40. let 20. století zde byly slouženy mše svaté. Tato tradice obnovena v roce 1982. Roku 1987 zde byly poprvé v Jilemnici použity k doprovodu zpěvu při bohoslužbách kytary.

## Popis
Kaple je čtvercová zděná stavba. Střecha je ve tvaru šestibokého jehlanu, krytá měděným plechem, zakončená měděným křížem. Dominantu tvoří portál na východní straně. V něm je nad dveřmi supraporta s datem stavby a vysvěcení kaple. Na vršku portálu je postaven kříž. Na jižní straně nalezneme kříž s reliéfem sv. Františka Serafínského.
Okolí kaple tvoří čtyři vzrostlé lípy malolisté staré přibližně 100 let. Tyto lípy dosahují výšky kolem 25 metrů a obvod kmene v dolení části činí asi 350 cm.